# NGC 4042
NGC 4042 је галаксија у сазвежђу Береникина коса која се налази на NGC листи објеката дубоког неба.
Деклинација објекта је + 20° 9' 51" а ректасцензија 12h 2m 46,8s. Привидна величина (магнитуда) објекта NGC 4042 износи 16,4 а фотографска магнитуда 17,4.